# Margaritifer Terra
La Margaritifer Terra è un'antica regione di Marte, caratterizzata da una grande quantità di crateri. Si trova a sud dell'equatore marziano e si estende fino a 2600 km di lunghezza. Le caratteristiche principali sono il cosiddetto "chaos terrain", i canali di deflusso e le pianure alluvionali, segnali tipici di una massiccia inondazione. Sono presenti inoltre segnali dell'erosione dovuta ai venti.

## Geologia
Le statistiche sui crateri della Margaritifer Terra indicano che i canali alluvionali, il terreno sul fondo del cratere e i depositi di materiale venutesi a creare all'interno dei crateri da impatto con diametro maggiore di 50 km, si sono probabilmente formati nel corso di più epoche geologiche: i canali si sono formati durante l'Amazzoniano o al confine tra Amazzoniano-Esperiano, le pareti del fondo dei crateri si sono probabilmente formate nell'Esperiano, mentre la maggior parte dei depositi risalgono all'Amazzoniano. La distribuzione dei canali alluvionali indica chiaramente che in passato l'acqua liquida presente sul pianeta abbia prodotto fenomeni di erosione. Due dei siti di atterraggio proposti nel 2011 per Curiosity (Mars Science Laboratory) si trovano vicino ad alcuni di questi canali, che appaiono più giovani di quanto precedentemente ritenuto.
Si pensa che l'Ares Vallis, con cui la Margaritifer Terra confina, fosse in precedenza una pianura alluvionale, scavata da "canali di deflusso". Queste regioni, assieme all'Uzboi Vallis e alla Ladon Valles, sono ora separate da grandi crateri, tuttavia si ipotizza che in passato siano appartenute a un unico "canale di deflusso" che scorreva a nord verso Chryse Planitia.
L'origine ipotizzata di questo canale di deflusso è l'Argyre Planitia, si pensa che sia stato un lago riempito fino all'orlo dai canali (Surius, Dzigai e Palacopus Valles) drenanti provenienti dal polo sud. Se questa ipotesi fosse corretta, la lunghezza di questo sistema di drenaggio sarebbe di più di 8000 km, il percorso di drenaggio più lungo noto nel Sistema solare.

## Morfologia del terreno
Nella Margaritifer Terra sono presenti diverse morfologie di terreno, dovute a fenomeni di erosione, depositi sedimentari e strutture tettoniche che registrano la lunga storia geologica e geomorfologica del pianeta. Nella regione nord-orientale sono presenti zone risalenti al periodo Pre-Noachiano e strutture del Medio Noachiano, in cui sono presenti i bacini Holden e Ladon. Una serie di canali di deflusso, Uzboi, Ladon, e Morava Valles, ha inglobato questi bacini preesistenti nell'epoca di transizione tra il Noachiano e l'Esperiano, anche se alcuni straripamenti potrebbero essersi verificati in precedenza. L'area comprende eccellenti esempi di valli formate nel tardo Noachiano e nell'Esperiano, rilievi dei crateri disgregati, canali alluvionali, delta fluviali e depositi stratificati di colore chiaro, in particolare nei crateri Holden e Eberswalde. Queste formazioni ben conservate e i depositi sedimentari rappresentano un'evoluzione del territorio sviluppatasi in più epoche dovuta a fenomeni di erosione e alluvione: questa regione fornisce una visione significativa dei processi geomorfologici e del cambiamento climatico avvenuto su Marte.

## Crateri

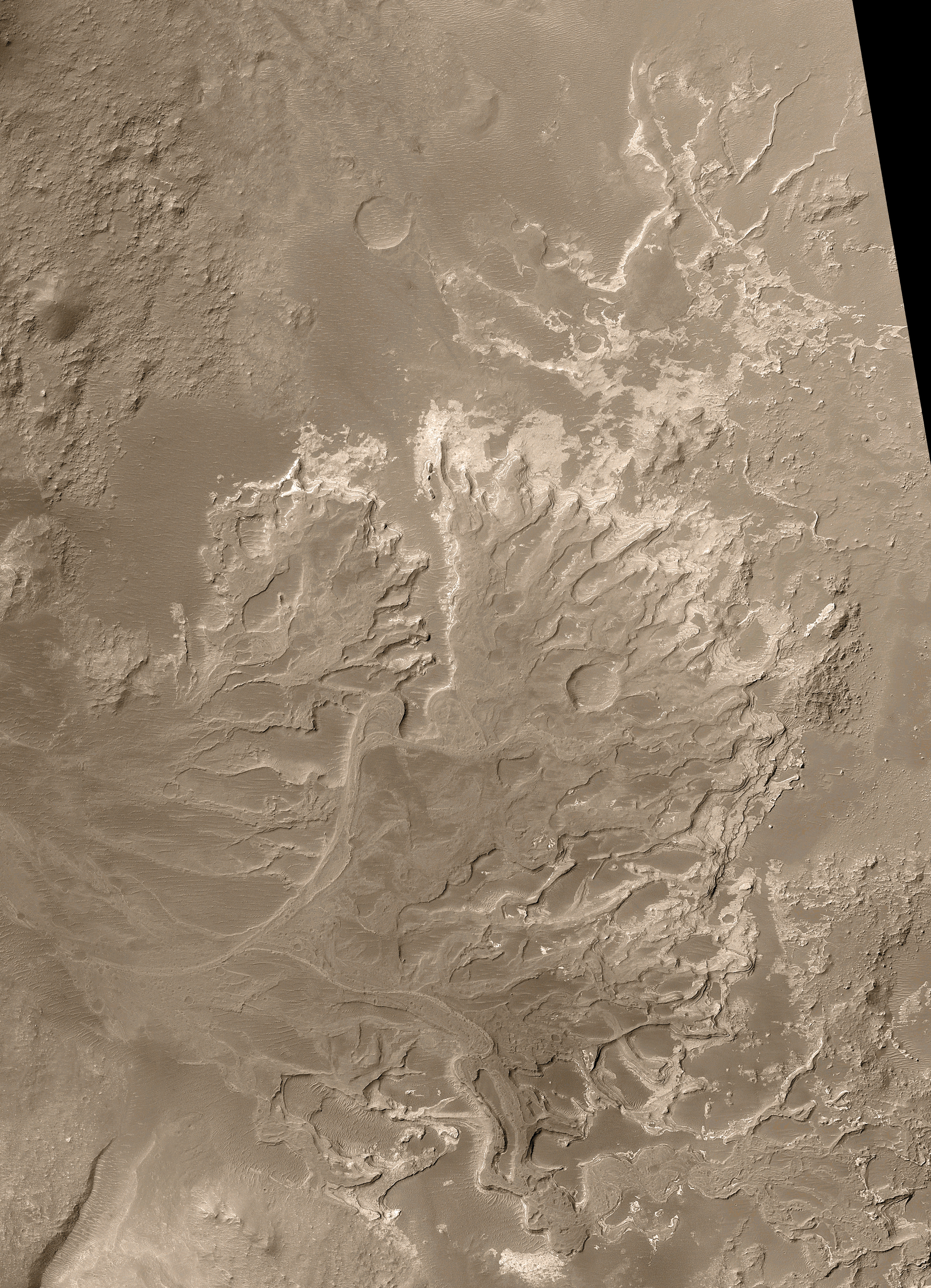
Marte, delta fluviale del cratere Eberswalde, a nordest del cratere Holden.

Recenti ricerche indicano che i crateri Holden e Eberswalde nella Margaritifer Terra, siano stati in passato dei laghi: sono caratterizzati dalle conformazioni tipiche dei delta fluviali e presentano "smectiti", minerali di ferro/magnesio che necessitano di acqua per formarsi. Vicino al cratere Holden c'è "Erythraea Fossa", una valle che si pensa in passato abbia ospitato una catena di tre laghi.

## Minerali di interesse
Nella parte orientale della Margaritifer Terra sono stati trovati prove spettrografiche di sali di cloruro e fillosilicati in una sequenza stratigrafica eseguita sul terreno. Sono stati individuati depositi di questo genere in un bacino di 19 km di diametro, che si trova circa 50 m al di sotto della pianura circostante. La sequenza di unità esposte dall'erosione in questo bacino presenta un'unità basaltica inalterata nella parte superiore della sequenza, che copre un'unità composta da fillosilicati, che a sua volta è sovrapposta a un'unità di sali di cloruro alla base. Le zone in cui affiora lo strato di sale si presentano in tre località principali all'interno di questo bacino, e sono tipicamente di 2–5 km di diametro e circa 10 m di spessore. La regione maggiore di questo tipo è in contatto con un'unità di fillosilicati, esposta in superficie su un'area di circa 4 km di diametro. Un grande canale (2–4 km di ampiezza e 150–250 m di profondità) si estende per oltre 350 km in lunghezza, avvolgendo il sito. Questo canale costituisce una prova di notevole valore della presenza di antichi processi fluviali in questa regione. A circa 15 km dai depositi di sali e fillosilicati è presente una zona pianeggiante, che venne suggerita come base per l'atterraggio di Curiosity, poiché avrebbe consentito un rapido accesso al bacino di interesse.

## Nome
Il nome "Margaritifer" deriva dal latino Baia delle Perle, riferito alla "Pearl coast", nel sud dell'India.